# Waikīkī

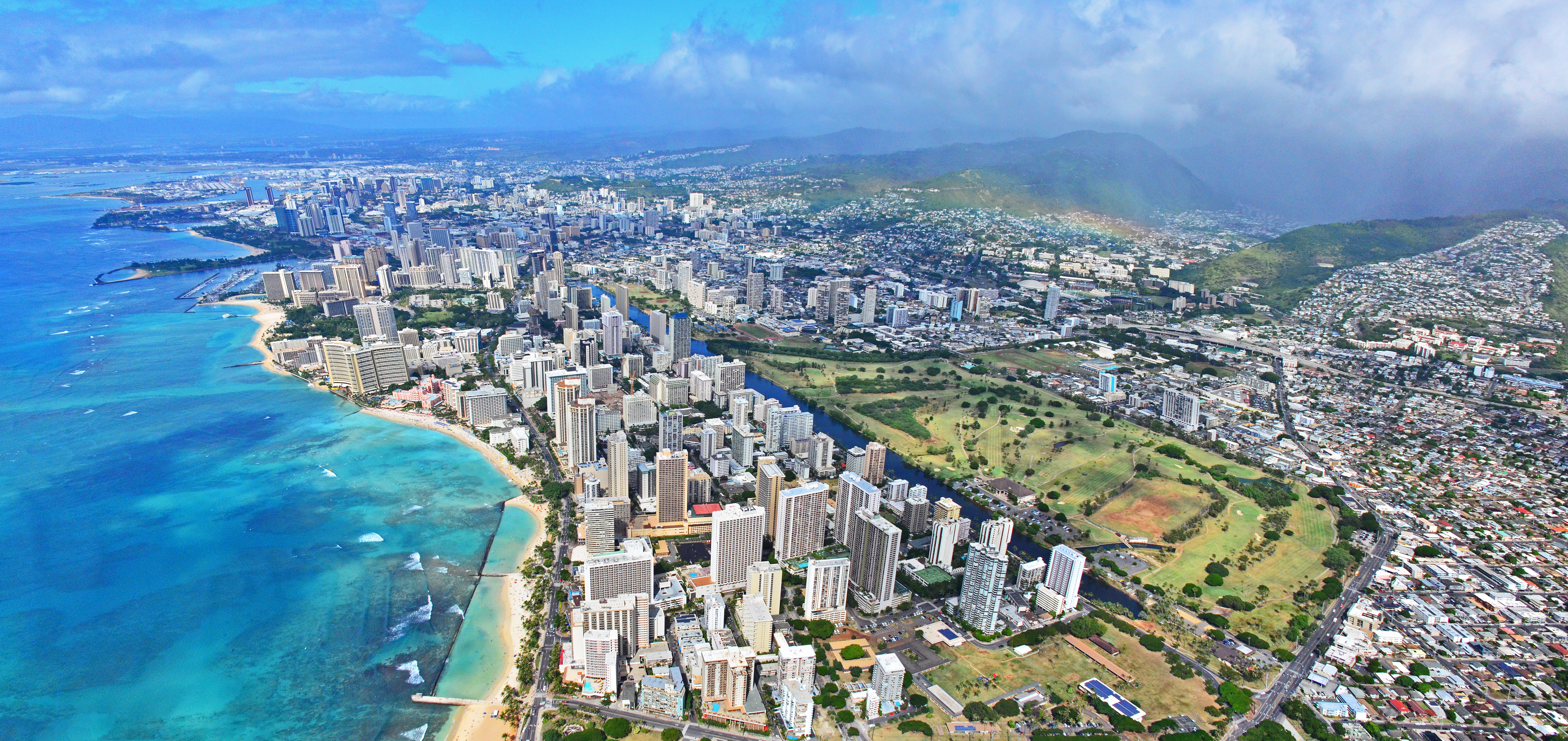
Panorama Waikīkī

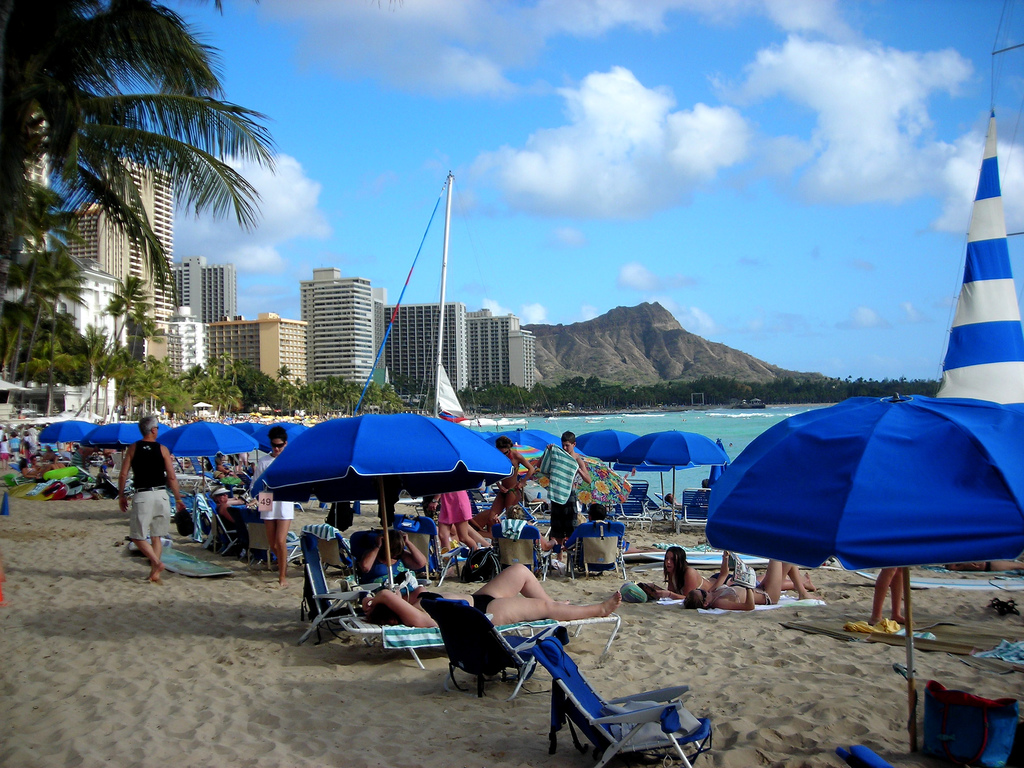
Plaża Waikīkī

Waikīkī (Waikiki, Waikiki Beach) – plaża na Hawajach, na południowym wybrzeżu wyspy Oʻahu w dzielnicy Honolulu o tej samej nazwie. Wzdłuż plaży mieści się wiele renomowanych hoteli, a cała dzielnica jest turystycznym centrum Hawajów.
Z plaży rozciąga się widok na położony na wschodzie stożek wygasłego wulkanu Diamond Head. Na samej plaży stoi posąg hawajskiego sportowca Duke’a Kahanamoku.
Plaża znana jest z widoków na nieaktywny wulkan Diamond Head, ciepły klimat, łagodne chmury i spienione fale idealnie nadające się do surfowania. Często odwiedzają ją rzesze turystów. Jest ona jednak dość krótka, a połowa wydzielona jest specjalnie dla surferów. Woda przy plaży jest płytka, jednak na dnie znajdują się liczne skały. O plażę nieraz rozbijają się silne fale oceanu. Fale przybrzeżne Waikīkī są znane z tego, że długo się toczą, co czyni z nich idealne miejsce dla zaawansowanych jak i początkujących surferów. Plaża jest też miejscem wielu wydarzeń kulturalno rozrywkowych, takich jak: zawody surfingowe, plenerowe występy tancerzy hula czy wyścigi kajaków, które odbywają się w różnych porach roku.
Plaża Waikīkī przez długi czas zagrożona była postępującą erozją, prowadzącą do jej zanikania i degradacji. By temu przeciwdziałać, stworzono projekt uzupełnienia plaży. W latach 20. i 30. XX wieku piasek zaczęto przywozić z plaży Manhattan Beach w Kalifornii, statkiem i barkami. Importowanie piasku wstrzymano w latach 70., od tego czasu urzędnicy sprawdzają stan piasku i na bieżąco go uzupełniają. Straty najczęściej powodują przypływy i odpływy.
Od 2001 roku na plaży są urządzane darmowe pokazy filmów. Turyści z całego świata mogą w plenerze obejrzeć ich ponad 30. To coroczne wydarzenie znane jest jako Sunset on the Beach (Zachód słońca na plaży).